# Hans Köllges
Hans Köllges (* 26. Februar 1930 in Wickrathberg; † 21. Juli 2015) war ein deutscher Architekt und Maler.

## Leben
Köllges absolvierte eine Lehre als Bauzeichner. Von 1948 bis 1985 arbeitete er als Architekt in Düsseldorf. 1959 stieg er vom Mitarbeiter zum Mitinhaber des renommierten, weltweit tätigen Düsseldorfer Architekturbüros Hentrich, Petschnigg und Partner auf. Als Mitarbeiter von Helmut Hentrich und Hubert Petschnigg war er unter anderem an den Plänen zur Errichtung des Europa-Centers in Berlin, der Petruskirche in Düsseldorf-Unterrath, der Petruskirche in Leverkusen-Bürrig und der Dietrich-Bonhoeffer-Kirche in Düsseldorf-Garath beteiligt. Er lebte in Düsseldorf, später in Holzbüttgen.
Ab 1985 wirkte er als freier Künstler mit Schwerpunkt Malerei. Als solcher war er Mitglied des Künstlervereins Malkasten und hatte eine führende Rolle bei der Verhinderung von Plänen eines Abrisses des „Hentrichbaus“ und einer partiellen Bebauung des Malkastenparks, die der Vereinsvorsitzende Hartmut Seeling zu Anfang der 1990er Jahre verfolgt hatte.
Köllges wurde 1952 Vater des späteren Jazz- und Improvisationsmusikers Frank Köllges.